# Електрохімічний ряд напруг
Еле́ктрохімі́чний ряд напру́г, ряд акти́вності (мета́лів) — послідовність елементів у порядку зменшення їхніх стандартних потенціалів окиснення (тобто ступеня легкості віддачі електронів у хімічних реакціях). Термін здебільшого застосовується для порівняння активності металів.
Найпоширеніші елементи розташовуються так (потенціали окиснення наведено у вольтах):
| Li   | Cs   | Rb   | K    | Ba   | Sr   | Ca   | Na   | Mg   | Al   | Mn   | Zn   | H2   | Cu    | I-    | Ag    | Au    | F-    |
| 3,04 | 2,92 | 2,92 | 2,90 | 2,89 | 2,76 | 2,71 | 2,38 | 2,23 | 1,71 | 1,03 | 0,76 | 0,00 | -0,34 | -0,54 | -0,80 | -1,42 | -2,87 |

## Приклади порівняння хімічної активності різних металів
Якщо залізну пластинку занурити в розчин сульфату міді(II), то залізо буде розчинятись, а мідь виділятися з розчину і осідати тонким шаром на залізній пластинці:
Fe + CuSO4 → FeSO4 + Cu
Реакція витіснення міді з розчину її солі залізом зводиться до реакції відновлення іонів міді Cu2+ атомами заліза. Атоми при цьому втрачають свої валентні електрони і перетворюються в іони Fe2+:
Fe° — 2e → Fe2+
Cu2+ + 2e → Cu°
Замість заліза можна взяти нікель, цинк, манган і взагалі будь-який метал, що стоїть в ряді напруг лівіше від міді. Кожний із них відновлює іони міді до металічного стану, а сам окиснюється і перетворюється у відповідні іони. Звідси виходить, що кожний з цих металів хімічно активніший від міді, тобто легше втрачає свої валентні електрони і є сильнішим від неї відновником.
Мідь, у свою чергу, легко витісняє з розчину солі будь-який метал, що стоїть у ряді напруг правіше від неї (ртуть, срібло, золото тощо), оскільки мідь легше втрачає свої валентні електрони, ніж ці метали. Але мідь не може витіснити з розчину солі жоден з металів, що стоїть у ряду напруг лівіше від неї.
Водень поставлений у ряд напруг металів, бо він, як і метали, утворює позитивно заряджені іони і може витіснятися з розчину кислот (крім нітратної) усіма металами, що стоять у ряді напруг лівіше від нього.
Електрохімічний ряд напруг показує:
1. Чим лівіше розміщений метал у ряді напруг, тим він:
  - хімічно активніший
  - сильніший відновник
  - легше окиснюється
  - важче відновлюється з його іонів
2. Чим правіше розміщений метал в ряді напруг, тим він:
  - хімічно менш активний
  - слабший відновник
  - важче окиснюється
  - легше відновлюється з його іонів.
3. Кожний метал ряду напруг відновлює (витісняє) катіони всіх металів, що стоять у ряді правіше від нього з водних розчинів їх солей.
4. Усі метали, що стоять у ряді напруг лівіше від водню, відновлюють (витісняють) його іони з водних розчинів кислот (крім нітратної), а метали, що стоять правіше від нього, не відновлюють.

Електрохімічний ряд напруг показує зміну хімічної активності металів лише у водних розчинах їх солей, а не взагалі. При інших хімічних реакціях — утворенні оксидів, сульфідів, хлоридів тощо — хімічна активність металів змінюється інакше.